# Bernie Piltch
Bernhard David „Bernie“ Piltch (* 12. August 1927 in Montreal; † 7. April 1983 in Toronto) war ein kanadischer Musiker des Modern Jazz (Saxophone, Klarinette und Flöte).

## Leben und Wirken
Piltch hatte in den 1940er Jahren Klarinettenunterricht bei Herbert Pye am Konservatorium von Toronto und war in den 1950er Jahren Kompositionsschüler von Gordon Delamont. Er begann seine Laufbahn als Musiker 1943 in der Tanzband von Jack Evans und gehörte später den Bands von Bobby Gimby, Benny Louis, Bert Niosi und Art Hallman. Als Solist spielte er in den Jazzbands von Rob McConnell und Norman Symonds auf und arbeitete bis Mitte der 1960er Jahre mit Ron Collier zusammen.
Seit Ende der 1950er Jahre spielte Piltch in den Rundfunk- und Fernsehorchestern der CBC; von 1968 bis 1975 war er auch Saxophonist des Toronto Symphony Orchestra.  1970 spielte er den Solopart in Norman Sxymonds' The Nameless Hour; mit Dave Young spielte er die Premiere von Harry Freedmans Stück Scenario. John Wyre widmete ihm das Stück Bernie für Bassklarinette, Chor und Perkusasionsgruppe, dessen Uraufführung er 1976 spielte. Er spielte Jazz-LPs mit Ron Collier, Phil Nimmons, Jimmy Dale, Duke Ellington, Gene Lees, Paul Hoffert und der Spitfire Band ein und ist auf Alben als Mitglied der Orchester von Guido Basso, Johnny Burt und Jerry Thot zu hören. Seit den späten 1970er Jahren trat er in Jazzclubs in Toronto auch mit seinen Söhnen Rob und David auf.